# Walter Brandorff
Walter Brandorff (* 1943 in München; † 8. August 1996 in Kärnten) war ein österreichischer Schriftsteller.

## Leben
Walter Brandorff kam in München zur Welt, nach dem Tod der Mutter kehrte die Familie nach Österreich zurück. Brandorff, der stets sehr zurückgezogen lebte und dessen Biographie weitgehend im Dunkeln liegt, besuchte das Gymnasium der Benediktiner im Stift St. Paul und studierte Psychologie und Rechtswissenschaft an der Universität Graz. Nach der Promotion ging er in den Staatsdienst und verbrachte den Großteil seines Lebens in Kärnten. Brandorff arbeitete bis zu seiner Pensionierung im Jahre 1991 als Gerichtssekretär und trug den Titel des „Wirklichen Hofrats“.
In den Jahren 1989 bis 1996 erschienen von Brandorff drei Romane und zwei Bände mit kleineren Erzählungen, die von ihm zunächst im Eigenverlag herausgebracht wurden; 1992 gründete er für seine Bücher den Weiherhaus Verlag. In seinen Werken, die unter Kennern des Genres allesamt als herausragend gelten, kombinierte Brandorff Elemente des Splatters und der Erotik mit Erzählstrukturen der klassischen Horrorliteratur.
Brandorff kam am 8. August 1996 in der Nähe seines Wohnortes Kärnten bei einem Hubschrauberabsturz ums Leben. Er wurde nur 53 Jahre alt und so war die Novelle „Midnight Special“ in der EDFC-Anthologie „Pfade ins Phantastische“ die letzte Geschichte, die zu seinen Lebzeiten angenommen und veröffentlicht wurde. Seine Bücher wurden vom Verlag Lindenstruth übernommen und mit neuer ISBN wieder zugänglich gemacht. Brandorffs Werke genießen unter zahlreichen Freunden der phantastischen Literatur Kultstatus. Aus seinem Nachlass erschien Ende 2010 im Verlag Lindenstruth die Erzählungssammlung 'Midnight Special'.

## Werke
- Das Weiherhaus. Ein unheimlicher Roman. Haag und Herchen, Frankfurt am Main 1989, ISBN 3-89228-393-1.
- Ich werde dein Herz essen. Sieben böse Geschichten. Haag und Herchen, Frankfurt am Main 1990, ISBN 3-89228-483-0.
- Das Jahr des Grauens. Satan in St. Judas – Eine Kalendergeschichte. Weiherhaus, Wolfsberg 1992, ISBN 3-901241-01-9.
- Die Toten leben und andere böse Geschichten., Weiherhaus, Wolfsberg 1994, ISBN 3-901241-02-7.
- Quinters letzter Winter. Ein Horrorroman. Weiherhaus, Wolfsberg 1995, ISBN 3-901241-03-5.
- Midnight Special und andere böse Geschichten. Lindenstruth, Gießen 2010, ISBN 978-3-934273-41-2 (gebunden) und ISBN 978-3-934273-51-1 (broschiert).